# Timokrates von Rhodos
Timokrates von Rhodos war ein antiker griechischer Diplomat und Politiker, der an der Wende des 5. zum 4. Jahrhundert v. Chr. lebte.

## Leben
Aus Timokrates’ Leben ist nur seine während der Regierung des persischen Königs Artaxerxes II. unternommene diplomatische Reise nach Griechenland bekannt. Er sollte dabei durch die Verteilung einer großen Menge persischen Goldes im Wert von 50 Talenten an antispartanisch gesinnte Politiker, die in bedeutenden griechischen Städten wie Athen, Theben, Argos und Korinth großen Einfluss hatten, diese Städte zu einem gemeinsamen Krieg gegen Sparta verleiten. Durch diese Maßnahme sollte der spartanische König Agesilaos II., der in Kleinasien Kriegszüge gegen persische Territorien durchführte, zum Rückzug gezwungen werden.
Nach der Darstellung des antiken Historikers Xenophon wäre Timokrates erst nach der Schlacht bei Sardes im Auftrag des persischen Ministers Tithraustes zu seiner Mission nach Griechenland aufgebrochen. Bei einer solchen Datierung der Reise ergeben sich aber chronologische Probleme, da in diesem Fall das Persergold keine für den Ausbruch des Korinthischen Kriegs entscheidende Rolle gespielt hätte, weil Timokrates erst nach Beginn des Kriegs eingetroffen wäre. Durch die Auffindung des Historikerfragments der Hellenika Oxyrhynchia im Jahr 1906 wurde eine richtigere Datierung von Timokrates’ Mission möglich. Laut dieser als historisch sehr zuverlässig eingeschätzten Quelle wurde der rhodische Diplomat schon etwas früher, etwa im Winter 396/395 v. Chr., vom Satrapen Pharnabazos nach Griechenland gesandt.
Unter den Politikern, mit denen Timokrates während seiner Griechenlandreise in Verbindung trat, befand sich u. a. Ismenias, der zu den Führern der antispartanischen Partei in Theben gehörte. Der unbekannte Autor der Hellenika Oxyrhynchia bestreitet indessen vehement, dass das von Timokrates überbrachte Persergold der entscheidende Grund für die gegen Sparta gerichtete Kriegspolitik von Athen, Theben und anderen vom Rhodier besuchten Städten gewesen sei. Tatsächlich bestanden in diesen Städten schon vorher einflussreiche, antispartanisch gesinnte Fraktionen, die bereits die Schaffung eines gegen Sparta gerichteten Bündnisses anstrebten. Timokrates sollte durch die Verteilung des Persergoldes den Abschluss dieser Koalition beschleunigen und damit deren Krieg gegen Sparta schneller herbeiführen.